# 스탠드 업 투 캔서

로고

스탠드 업 투 캔서(Stand Up to Cancer)는 엔터테인먼트 인더스트리 재단의 자선 단체로, 암 연구 및 퇴치를 목적으로 한다.

## 개요
스탠드 업 투 캔서는 공식적으로 2008년 5월 27일에 설립되었다. 현재 SU2C 카운슬 오브 파운더스 앤드 어드바이저스의 회원은 케이티 쿠릭, 셰리 랜징, 캐슬린 로브, 리사 폴슨, 러스티 로버스튼, 수 슈워츠, 패멀라 오스 윌리엄스 엘런 지프런이다.

## 캠페인
월드 시리즈 경기 중 질병으로 투병한 친구의 이름과 사랑하는 사람이 새겨진 사인을 들었다.